# Centrum Agrarische Geschiedenis
Het Centrum Agrarische Geschiedenis, afgekort CAG, is een expertisecentrum voor ruraal erfgoed in Vlaanderen. Het is gelegen in het Atrechtcollege in de Naamsestraat in Leuven.
Het centrum werd in 2001 opgericht op initiatief van de Boerenbond, Cera cv en de Katholieke Universiteit Leuven. CAG registreert materieel en immaterieel agrarisch en culinair erfgoed vanaf de jaren 1750, publiceert en deelt kennis en expertise hierover en organiseert contactdagen, lezingen, seminaries, tentoonstellingen en workshops. Het werkt nauw samen met het Interfacultair Centrum voor Agrarische Geschiedenis (ICAG), een onderzoeksinstituut van de KU Leuven. CAG is een kennis- en expertisecentrum dat als onafhankelijk knooppunt voor erfgoedinitiatieven fungeert en advies, informatie en vorming biedt aan een ruim publiek.
In 2010 ontving het Centrum Agrarische Geschiedenis de Vlaamse Cultuurprijs voor Smaakcultuur 2009. Vanaf 2018 is CAG verantwoordelijk voor het beheer van de Collectie Bulskampveld.
In 2025 won het centrum de Ultima voor Roerend en Immaterieel Erfgoed 2024 voor het project Water & Land.